# Matteo Bruni
Matteo Bruni (Winchester, 23. studenog 1976.) je talijansko-britanski medijski stručnjak koji obnaša dužnost ravnatelja Tiskovnog ureda Svete Stolice. Papa Franjo ga je imenovao 18. srpnja 2019., naslijedivši Grega Burkea. Prvi je nenovinar koji obnaša tu dužnost.

## Životopis
Matteo Bruni, rođen je 1976. u Winchesteru u Engleskoj. Diplomirao je strane jezike i književnost na Sveučilištu La Sapienza u Rimu.
Pridružio se Tiskovnom uredu Svete Stolice 2009. godine kako bi upravljao akreditacijama novinara. Godine 2013. postao je odgovoran za komunikaciju tijekom papinskih putovanja.
Brunija je 2019. godine papa Franjo imenovao ravnateljem Tiskovnog ureda Svete Stolice.  Prvi je nenovinar koji obnaša tu dužnost.
Objavio je smrt pape emeritusa Benedikta XVI. 31. prosinca 2022. godine.

## Osobni život
Bruni govori engleski, talijanski, francuski i španjolski. Član je Zajednice Sant'Egidio, katoličke laičke udruge posvećene socijalnom radu, još od tinejdžerskih dana. Oženjen je i ima kćer.